# Segundo Frente
Segundo Frente é uma cidade de Cuba pertencente à província de Santiago de Cuba.